# NA-2323
La NA-2323 es una carretera que comunica el pueblo de Yelz con la NA-150.

## Recorrido
| Denominación | Kilómetro | Salida           | Carretera        | Dirección        |
| ------------ | --------- | ---------------- | ---------------- | ---------------- |
| NA-2323      | 0         |                  | NA-150           | Pamplona Aoiz    |
| NA-2323      | 1         |                  | NA-2321          | Azpa             |
| NA-2323      | 1         | Travesía de Yelz | Travesía de Yelz | Travesía de Yelz |

- Datos: Q12264101